# HD 198976
HD 198976，又名BD+29 4221，SAO 89241、HR 7999，是一颗恒星，视星等为6.34，位于銀經73.47，銀緯-9.56，其B1900.0坐标为赤經20h 48m 55.4s，赤緯+29° -9.56′ 22″。